# Louis Armand de Brichanteau
Louis Armand de Brichanteau (* 27. September 1682; † 8. Oktober 1742 in Versailles) war ein französischer Adliger und Militär, der im Jahr vor seinem Tod zum Marschall von Frankreich ernannt wurde.
Er war Marquis de Nangis et du Châtel, Baron de Charenton-du-Cher, de Meillant et de Frolois, Seigneur de Brichanteau.

## Leben
Louis Armand de Brichanteau wurde am 29. Januar 1683 in der Pfarre Saint-Eustache in Paris getauft. Er war der älteste Sohn von Louis Fauste de Brichanteau (1657–1690), Marquis de Nangis, und Marie Henriette d‘Aloigny de Rochefort (um 1663–1736), Tochter von Henri Louis d’Aloigny, Marquis de Rochefort und Marschall von Frankreich, und Madeleine de Laval-Bois-Dauphin. Sein Vater starb am 22. August 1690 in Straßburg, nachdem er am 8. August bei Offenburg verwundet worden war.
Am 3. September 1690 – knapp acht Jahre alt – wurde er Colonel-lieutenant im Régiment Royal-La Marine als Nachfolger seines verstorbenen Vaters unter der Bedingung, dass er zwei Jahre bei den Musketiere dienen müsse, bevor er tatsächlich ein Kommando übernehme. Den Musketieren trat er 1698 bei, am 15. Januar 1700 wurde er Colonel des Régiment de Bourbonnais infanterie nach dem Rücktritt seines Onkels, des Marquis de Rochefort († 1701), und gab das Régiment Royal-La Marine ab.

### Spanischer Erbfolgekrieg
Während des Spanischen Erbfolgekrieges (1701–1714) diente er 1701 unter Marschall Villeroy, ohne das militärische Aktivitäten entfaltet wurden. Im Jahr darauf, er unterstand nun Marschall Catinat, nahm er an der Spitze seines Regiments am 30. September 1702 am Angriff auf die Brücke von Huningue teil und am 14. Oktober 1702 an der Schlacht bei Friedlingen. 1703, jetzt unter Marschall Villars, kommandierte er das gleiche Regiment bei der Belagerung von Kehl, das am 11. März 1703 erobert wurde, kämpfte am 18. März dann bei der Eroberung von Ketsingen, wo er 800 Grenadiere kommandierte. Anschließend führte er seine Truppen über den Schwarzwald nach Bayern, nahm an der Eroberung von Haslach und der Burg Hornberg teil, der Ersten Schlacht bei Höchstädt (20. September 1703) und der Aufhebung der Belagerung von Augsburg im November.
Im Januar 1704 wurde er mit 800 Grenadieren unter dem Befehl von Marschall Marsin ausgesandt, um die Donau zu überqueren und den Gegner aus dessen Quartieren zu vertreiben. Er nahm während dieses Feldzugs an der Belagerung von Wedelingen teil, verließ Augsburg im folgenden Mai mit der Armee an der Spitze seines Regiments, um nach Auverlinghen zu gelangen, um den Rekruten von Marschall Tallard die Passage zu erleichtern. Als er nach Bayern zurückkehrte, nahm er mit seinem Regiment an der Kanonade von Stockach teil und kämpfte am 13. August 1704 in der Zweiten Schlacht bei Höchstädt. Am folgenden 11. September vertrieb er an der Spitze von dreißig Grenadier-Kompanien die Gegner aus dem Dorf Hallstadt. Am 26. Oktober 1704 wurde er zum Brigadier befördert.
Im April 1705 integrierte er sein Regiment in die Armee, die an die Mosel unter dem Kommando von Villars stand, und folgte dem Teil des Heeres, das den Rhein überquerte. Am 3. Juli eroberte er die Weißenburger Linien.
1706, unter dem gleichen General, nahm er am 1. Mai an der Aufhebung der Blockade von Fort-Louis teil, erhielt dann den Befehl, mit 18 Grenadierkompanien Drusenheim anzugreifen, das die Gegenseite in der Nacht vom 5. auf den 6. Mai verließ. Dann marschierte er unter dem Befehl von Léonor Marie du Maine du Bourg, eroberte mit 800 Grenadieren die Schanzen von Statmatt, bevor er mit tausend Grenadieren und einem Dragoner-Regiment den Gegner unter Kontrolle hielt, der den Rhein überqueren wollte.
Im Mai 1707, jetzt unter dem Kommando von de Perry, überquerte er als erster mit 400 Grenadieren den Rhein, um die auf der anderen Seite verschanzten Gegner anzugreifen, dann bezwang er am 20. Juni unter dem Kommando von Villars General Janus bei den Schanzen von Lorch, dem er dann bis Gmünd folgte. Am 23. kämpfte er bei Säckingen, nahm am 28. an der Eroberung von Lauffen teil und am 14. Juli an der von Mannheim. Am 15. August wurde er mit sechs Grenadier-Kompanien nach Durlach verlegt, das er 18 Tage lang hielt, bevor Villars mit weiteren 800 Grenadiere ankam.
Am 19. Juni 1708 wurde er zum Maréchal de camp befördert. Er wechselte in die Flandernarmee und unter das Kommando des Herzogs von Burgund und des Herzogs von Vendôme und stand am folgenden 11. Juli in der Niederlage bei Oudenaarde an der Spitze der Brigaden der Garde und des Elsass, wurde als Kommandant von 500 Grenadieren beauftragt, als Nachhut den Rückzug zu decken, mit denen er am nächsten Tag (12. Juli) einen Angriff der Vorhut der gegnerischen Armee in der Nähe der Wälder von Gent aufhielt und dadurch dem Rest der Armee mit 50 Kanonen Zeit verschaffte, abzuziehen. Am 26. November kommandierte er zwei Infanteriebrigaden, um im Auftrag des Marquis d‘Hautefort in Meldre an der Schelde dreißig Schwadronen des Gegners aufzuhalten, um den Rückzug der Infanterie zu sichern, und sich nach einem erfolgreichen Kampf den übrigen Truppen anzuschließen.
1709 gehörte er wieder der Flandernarmee unter Villars an. Er nahm an der Besetzung von Warneton am 4. Juli teil, am 24. Juli 1709 eroberte er mit 800 Grenadieren die Abtei Hasnon an der Scarpe, die von 200 Mann verteidigt wurde, kämpfte dann am folgenden 11. September in der Schlacht von Malplaquet an der Spitze von fünf irischen Bataillonen.
Am 2. Juni 1710 eroberte er – unter dem Kommando von Villars und Montesquiou – mit Graf Broglie die Mühle und die Schanze von Biache an der Scarpe.
Am 26. Januar 1711 wurde er zum Colonel-lieutenant des befördert und übernahm das Régiment du Roi infanterie, dessen Kommando durch den Rücktritt von Louis Prévost, Marquis de Barail, frei geworden war, diente danach weiter unter den beiden Marschällen n Flandern, die sich in der Defensive hielten.
1712 wieder Marschall Villars zugeordnet, nahm er am Flandernfeldzug und am 24. Juli 1712 an der Schlacht bei Denain teil, an der Eroberung von Marchiennes (30. Juli), Douai (8. September), Le Quesnoy (4. Oktober) und Bouchain (19. Oktober).
1713 nahm er an den Belagerungen von Speyer, Worms, Kaiserslautern und Landau (letzteres ergab sich am 20. August), am 20. September am Sieg über den kaiserlichen General Vaubonne, später an der Belagerung von Freiburg, das am 1. November kapitulierte.

### Nach dem Spanischen Erbfolgekrieg
Nach dem Ende des Spanischen Erbfolgekriegs kommandierte er im Jahr 1715 das Feldlager, das der König in Marly gebildet hatte. Am 8. März 1718 wurde er zum Lieutenant-général des Armées du Roi ernannt, am 15. Dezember 1719 zum Gouverneur von Salses im Roussillon, woraufhin er am Tag darauf das Régiment du Roi abgab. Am 1. März 1721 wurde er zum Generaldirektor der französischen Infanterie ernannt, am 2. Februar 1724 zum Chevalier d‘honneur der Königin von Spanien (Isabella Farnese) in Frankreich ernannt, am 30. Mai 1725 der Königin Maria Leszczyńska. Am 2. Februar 1728 wurde er zum Ritter im Orden vom Heiligen Geist ernannt und am 16. Mai 1728 in den Orden aufgenommen.
Für den Polnischen Thronfolgekrieg (1733–1738) wurde er reaktiviert. Am 15. September 1733 wurde er der Rheinarmee zugeordnet und nahm an der Belagerung von Kehl teil, das am 28. Oktober kapitulierte. Am 1. April 1734 wurde er der gleichen Armee zugewiesen, nahm am Angriff auf die Ettlinger Linie (4. Mai) und der Belagerung von Philippsburg teil, dessen Kapitulationsurkunde am 18. Juli unterzeichnet wurde. Dann belagerte er Worms, das am 23. Juli kapitulierte.
Ab 1. April 1735 kämpfte er unter dem Kommando des Marschalls Coigny in der Rheinarmee, am 20. Oktober wurde er mit der Besetzung von Rivenich und der benachbarten Brücke über die Salm beauftragt.
Am 11. Februar 1741 wurde er zum Marschall von Frankreich erhoben, am 19. Februar legte er den zugehörigen Eid ab. Zudem trat er als Generaldirektor der Infanterie ab.

## Ehe, Liaisons und Erbe
Mit Ehevertrag vom 6., 7. und 8. Januar 1705 heiratete er Marie Marguerite Fortin de La Hoguette, einzige Tochter von Charles Fortin († 1693), Marquis de la Hoguette, und Marie Bonneau de Rubelles. Die Ehe blieb kinderlos.
Er hatte eine Liaison mit Françoise de Mailly, Madame de La Vrillière, zudem wurde ihm eine Liaison mit der Dauphine nachgesagt, Adelaide de Savoie, Duchesse de Bourgogne, was er aber immer bestritten hat.
Brichanteau starb am 8. Oktober 1742 in Versailles ohne Nachkommen. Das Marquisat und die Burg Nangis fielen an Louis Régnier (1715–1767), Marquis de Guerchy, Lieutenant-général des armées du Roi, Gouverneur von Huningue, ein Nachkomme von Julie de Brichanteau, Tochter von Louis Armands Ururgroßvater Antoine de Brichanteau (1552–1617), Marquis de Nangis und 1589 Admiral von Frankreich, und Claude de Régnier, Baron de Guerchy. Dessen Sohn Anne Louis René de Regnier de Guerchy (1755–1806) war der letzte Marquis de Nangis.